# Неффа
Джова́нни Пелли́но (Giovanni Pellino; 7 октября 1967 года, Скафати, Салерно, Италия), известный под творческим псевдонимом Неффа — рэпер, итальянский певец и автор-исполнитель собственных песен.
На сегодняшний день он один из самых известных певцов Италии, имея 5 синглов в «Топ 10» Италии. Его самые известные синглы «La mia Signorina» (Моя синьорина), «Passione» (Страсть), последний был удостоен различных премий. Его музыка с достаточно мелодичным тоном блуждает между направлениями Pop и R&B. Его стиль очень узнаваем благодаря его чистому голосу, не слишком высокому и плавному.

## Биография
Джованни Пеллино родился 7 октября 1967 года в городе Скафати (провинция Салерно). В 9 лет переехал с семьёй в город Болонья, где и начал петь хип-хоп, а именно, в «Isola del Kantiere».
Начал карьеру в 1980-е годы как ударник, играя в различных группах направления Hardcore Punk, среди которых были «Negazione» и «Impact». Псевдоним Неффа родился в период его работы ударником в «Negazione» благодаря внешней схожести с бывшим парагвайским футболистом кремонской футбольной команды Густаво Неффа, с которым они позднее познакомились и подружились.
В начале 1990-х годов Неффа посвятил себя музыке в стиле хип-хоп как рэпер и продюсер.
Неффа принимал участие в «Isola Posse All Stars», затем в «Sangue Misto». Успех пришёл в 1994 году благодаря альбому «SxM», созданному в сотрудничестве с Deda и Dj Gruff, объединённые под псевдонимом «Sangue Misto». Впоследствии альбом «SxM» стал важной вехой в истории итальянского хип-хопа.
В 2008 году Неффа участвовал в создании диска своего приятеля Deda под псевдонимом Johnny Boy and the Neffertons в песнях «Bust a Loose» и «Let-s Do In The Hay».

## Дискография
- 1996 — Neffa & i messaggeri della dopa
- 1998 — 107 elementi
- 2001 — Arrivi e partenze
- 2003 — I molteplici mondi di Giovanni, il cantante Neffa
- 2006 — Alla fine della notte
- 2009 — Sognando contromano[6]
- 2013 — Molto calmo
- 2015 — Resistenza